# Мраморный царь

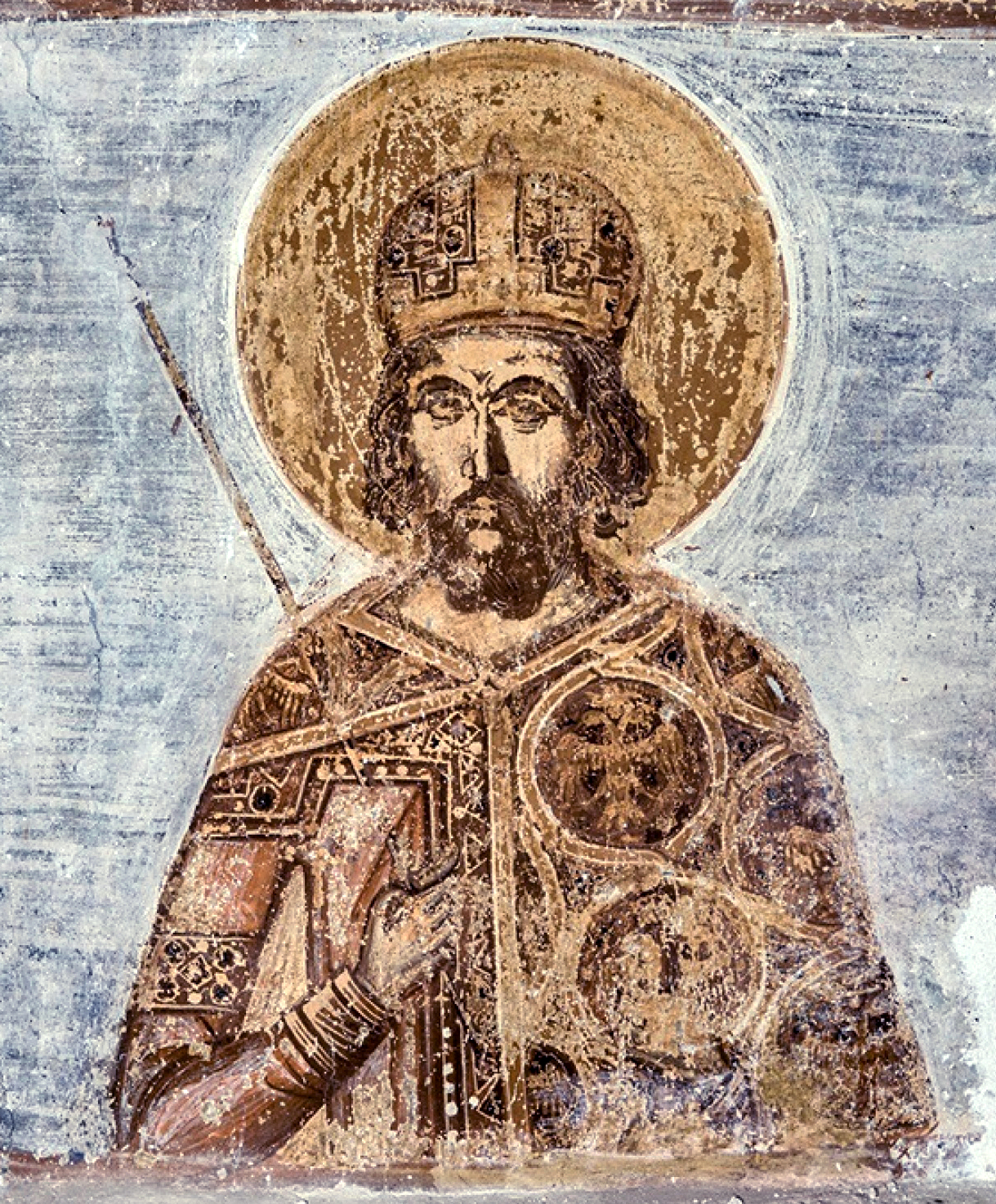
Последний византийский император Константин XI Палеолог, который по народному преданию является «Мраморным королем».

Мра́морный царь (греч. Μαρμαρωμένος βασιλιάς) — греческая легенда связанная с последним византийским императором Константином XI Палеологом (1449—1453). 

## Легенда
Согласно народной легенде, император не погиб во время падения Константинополя в 1453 году, а был перенесён ангелом и замурован в пещеру близ Золотых ворот (Хрисопорты).
Когда решит Бог, ангел спустится и оживит Палеолога чтобы призвать греков на штурм города, отправить турок к Красной яблоне и восстановить Византийскую империю.
Историк Роджер Кроули назвал легенды о Константине «Великой Идеей — мечтой о включении греческого населения Византии в греческое государство».
Легенда относится к типу распространенных сказаний Король под горой.

## Иоанн III Дука Ватац
Историк Георгиос Францис и писательница Элени Кипрайоу считают, что Мраморным королем является Иоаннис Ватацис, чье тело было похоронено в монастыре Сотирос Христос Сосандрос. Много позже люди открыли гробницу, чтобы произвести поиск . Когда они открыли его, в воздухе распространился приятный запах, как будто он был из сада. Тело было в таком же состоянии после смерти Ватациса, как и его одежда.     

## В культуре
- Песня греческой певицы Харис Алексиу Μαρμαρωμένος βασιλιάς[11]